# Stohové sedlo

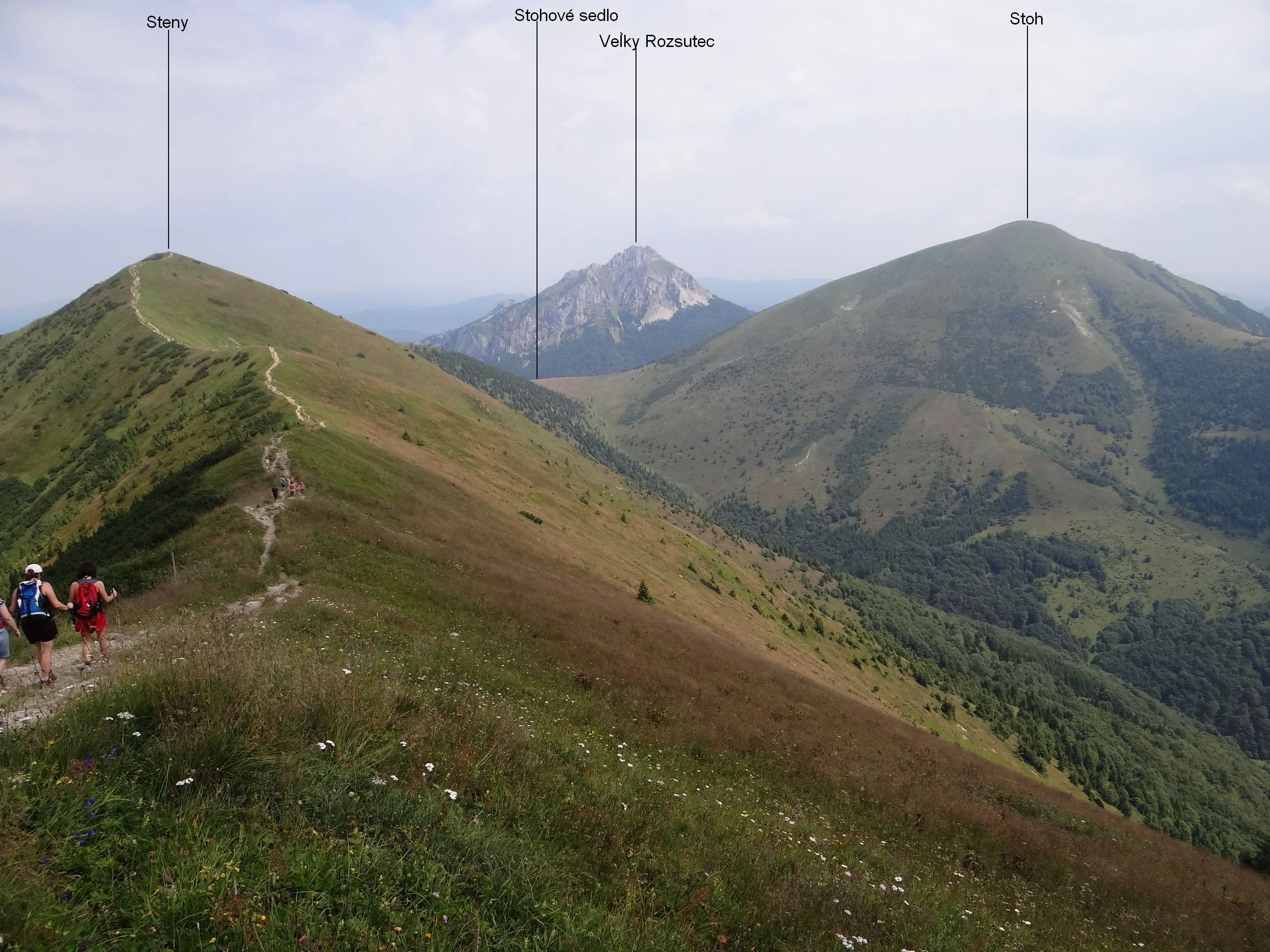
Widok z grani Sten

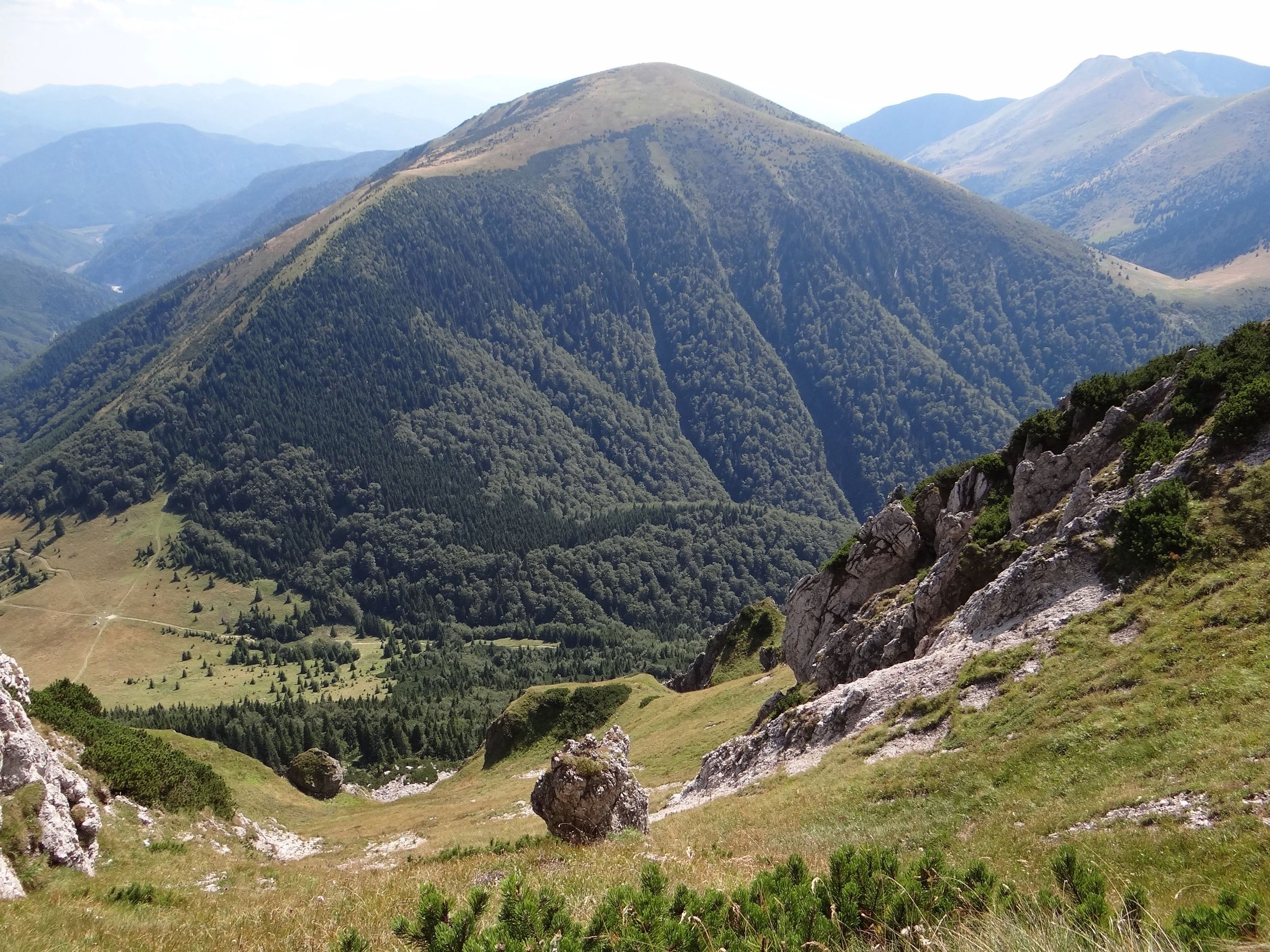
Stoh i Stohové sedlo (po prawej jego stronie

Stohové sedlo (1230 m) – głęboka przełęcz w głównym grzbiecie wschodniej (tzw. Krywańskiej) części Małej Fatry na Słowacji.
Przełęcz znajduje się pomiędzy charakterystycznym, stożkowatym szczytem Stohu na wschodzie a wzniesieniem Południowego Gronia (Poludňový grúň) na zachodzie. Linia grzbietu pomiędzy tymi dwoma szczytami jest wyraźnie wybrzuszona ku północy. Na skutek tego z południowych skłonów przełęczy opada głęboka Šútovská dolina, którą spływa wprost na południe źródłowy ciek potoku o nazwie Šútovský potok, natomiast z „wybrzuszonych” stoków północnych – jedynie kilka drobnych cieków wodnych, zasilających Stohový potok (dopływ Vrátňanki) spływający Novą doliną.
Południowe skłony przełęczy aż po poziomicę 1100 m (a miejscami i nieco niżej) pokrywają górskie łąki. Na stokach północnych górna granica lasu sięga natomiast prawie siodła przełęczy (1210 m). Tu i ówdzie rozrzucone są zagajniki jarzębinowe i grupy karłowatych świerków.
Przełęcz leży na terenie Parku Narodowego Mała Fatra. Jej północne stoki obejmuje rezerwat przyrody Rozsutec.
Grzbietem przez przełęcz biegną czerwone znaki szlaku turystycznego z Przełęczy Snilowskiej (słow. Snilovské sedlo) na Wielki Rozsutec.

## Szlak turystyczny
Medziholie – Stoh (1.15 h) – Stohové sedlo – Poludňový grúň (2.30 h) – Snilovské sedlo (4.10 h)